# Vaglia
Vaglia est une commune italienne de la ville métropolitaine de Florence, dans la région Toscane.

## Géographie

### Hameaux
Bivigliano, Paterno, Fontebuona, Caselline, Pratolino, Montorsoli, Mulinaccio

### Communes limitrophes
Borgo San Lorenzo, Calenzano, Fiesole, San Piero a Sieve, Sesto Fiorentino

## Administration
| Période   | Période  | Identité      | Étiquette     | Qualité |
| --------- | -------- | ------------- | ------------- | ------- |
| juin 2024 | En cours | Silvia Catani | centre gauche |         |

## Patrimoine
- Villa Pratolino des Médicis
- Abbaye de Monte Senario
- Colosse de l'Apennin